# Tommaso Salvini
Tommaso Savini (Milánó, 1829. január 1. – Firenze, 1915. december 31.) olasz színész.

## Pályafutása
Előbb a nápolyi Compagnia Reale tagja volt, azután Domeniconi társulatához ment. 1849-ben részt vett Róma védelmében és ekkor börtönbe került. Később Párizsban lépett fel és rendkívüli sikert aratott. 1864-67-ben a firenzeiek társaságában játszott. Majd társulatot szervezett és ezzel körútra kelt. Agrigentóban, Madridban, Barcelonában, Lisszabonban, Londonban, Berlinben, Bécsben, Budapesten lépett fel, sőt átment Észak-Amerikába is, és mindenütt nagy sikert aratott. Legkiválóbb szerepei voltak: Oidipusz, Macbeth, Othello, Romeo. Fia, Gustavo szintén színész. 

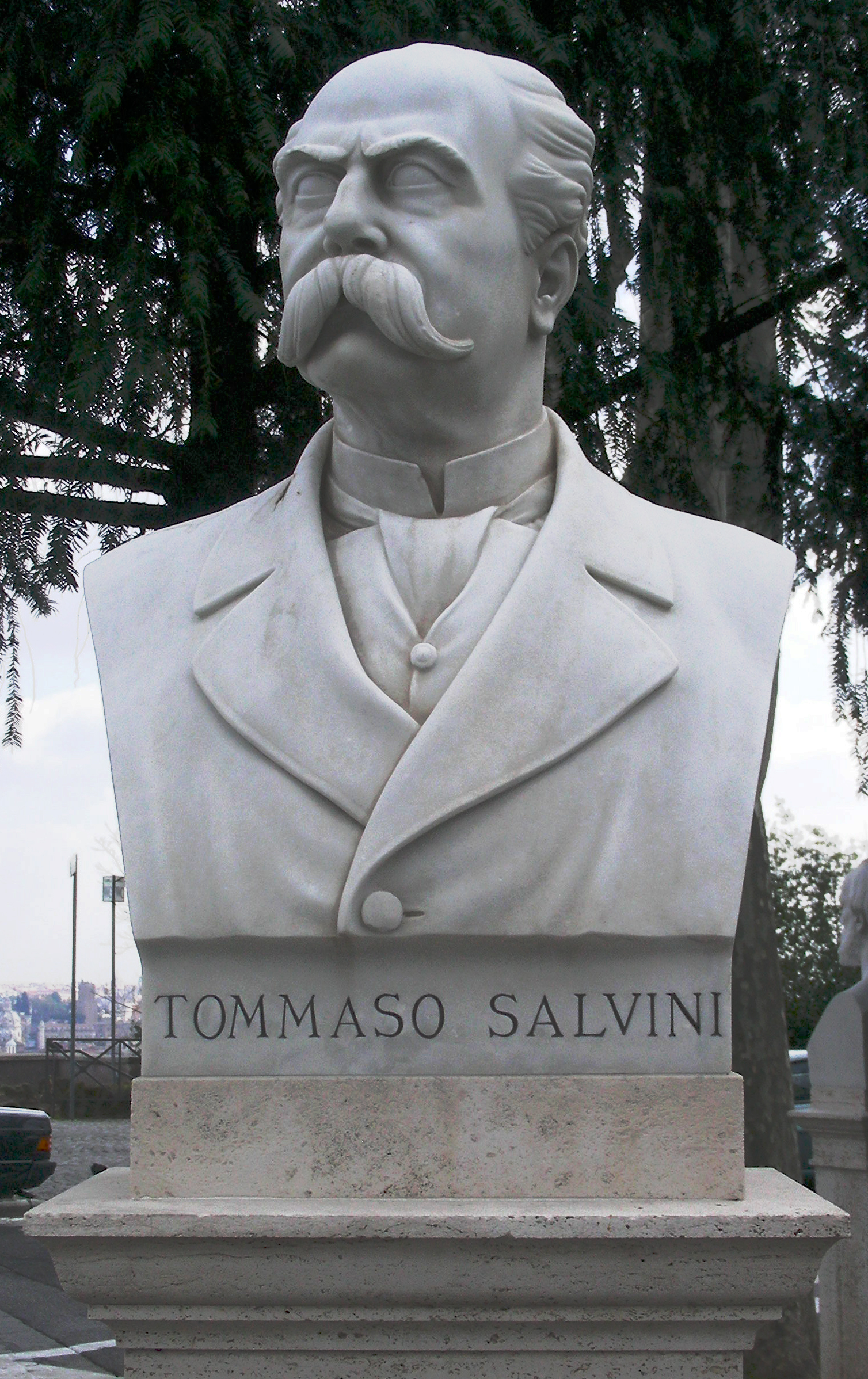